# Nimmons
Nimmons é uma cidade  localizada no estado americano de Arkansas, no Condado de Clay.

## Demografia
Segundo o censo americano de 2000, a sua população era de 100 habitantes.
Em 2006, foi estimada uma população de 96, um decréscimo de 4 (-4.0%).

## Geografia
De acordo com o United States Census Bureau, a localidade tem uma área de 0,7 km², sem área coberta por água.

## Localidades na vizinhança
O diagrama seguinte representa as localidades num raio de 24 km ao redor de Nimmons.